# カルロス・カヴァーゾ
カルロス・カヴァーゾ（Carlos Cavazo、1957年7月8日 - ）は、アメリカのミュージシャン、ギタリスト。  クワイエット・ライオットなどに在籍し、現在はラットで活動している。

## 経歴
1957年、ジョージア州アトランタでメキシコ人の父とアメリカ人の母の間に生まれる。1973年に兄のトニーとカリフォルニア州オレンジ郡アナハイム（ヒルズ）でバンド「スピード・オブ・ライト」を結成。カルロスはキャニオン高校に入学したが、音楽の道に進むため4年生の時に退学した。バンドは、ヴォーカリストのダグ・エリソンとドラマーのスティーヴン・クアドロスを加え、1978年にスノウと改名した。スノーはその後数年間、ロサンゼルスで人気となり、1980年に自費でEPをリリースした。スノーは2017年11月8日、『アット・ラスト』のリリースを記念してウィスキー・ア・ゴーゴーで再結成ライヴを行った（アマルゴ、ストーンブリード、アンヘレス、そしてパンチョ・ヴィラズ・スカルと共演）。
1982年、再結成されたクワイエット・ライオットに飛行機事故で亡くなったランディ・ローズの後任として加入し、バンドの解散まで在籍した。しかし、2006年の再結成時は参加しなかった。
2006年、ヴィニー・アピス(ドラムス)、ジミー・ベイン(ベース)、チャス・ウェスト(ボーカル)、ブライアン・ヤング(ギター)らとスーパーグループ、「3レグド・ドッグ」を結成。2006年に1枚のアルバム『フローズン・サマー』をリリースした。バンドは2019年、リック・デリンジャーが、自身がバンドの曲全てを作詞したと主張する訴訟を起こされた。
2018年、脱退したジョン・コラビの後任としてラットに加入、現在も同バンドで活動を続けている。

## ディスコグラフィー

### スノー
- 1980 Snow

### マックス・ハボック, LTD
- 1983 Max Havoc

### クワイエット・ライオット
- 1983 Metal Health
- 1984 Condition Critical
- 1986 QR III
- 1988 QR
- 1993 Terrified
- 1993 The Randy Rhoads Years
- 1995 Down to the Bone
- 1999 Alive and Well
- 2001 Guilty Pleasures

### Hear 'n Aid
- 1985 Hear 'n Aid

### 3レグド・ドッグ
- 2006 Frozen Summer

### パワー・プロジェクト
- 2006 Dinosaurs

### ティム・"リッパー"・オーウェンズ
- 2009 Play My Game

### ラット
- 2010 Infestation
- King Kobra
- 2023 We Are Warriors